# Daces
Pour les articles homonymes, voir Dace (homonymie).
Les Daces (en grec Δάϰοι (singulier Δάϰης), en latin Daci (singulier Dacus) est le nom donné par les Romains aux peuples ayant peuplé le bassin du Bas-Danube dans l'Antiquité.

## Dénominations
La similitude entre « Daces » et « Dahae », un autre peuple indo-européen, a pu suggérer à l'historien David Gordon White (en), assistant de Mircea Eliade un lien entre ces deux peuples, sinon par les origines, au moins par l'étymologie, qui selon Bernard Sergent, proviendrait d'une racine indo-européenne, en phrygien dáos « loup ».
Le lien entre « Daces » et « Gètes » est discuté. La plupart des historiens roumains et moldaves les dénomment « Gèto-Daces » ou « Gètodaces », arguant que « Gètes » est leur nom grec et « Daces » leur nom latin, mais une minorité considère qu'il s'agit de deux peuples distincts : les Daces à l'ouest des Carpates, les Gètes à l'est. Quoi qu'il en soit, au sud de l'Hæmos, les sources antiques ne parlent plus de Daces ou de Gètes mais de Thraces sans autre précision, et là aussi les historiens débattent pour savoir si Daces, Gètes et Thraces formaient un même peuple ou des populations différentes. Quoi qu'il en soit, du nom des Daces dérive le nom romain de leur territoire, la Dacie.

## Langue

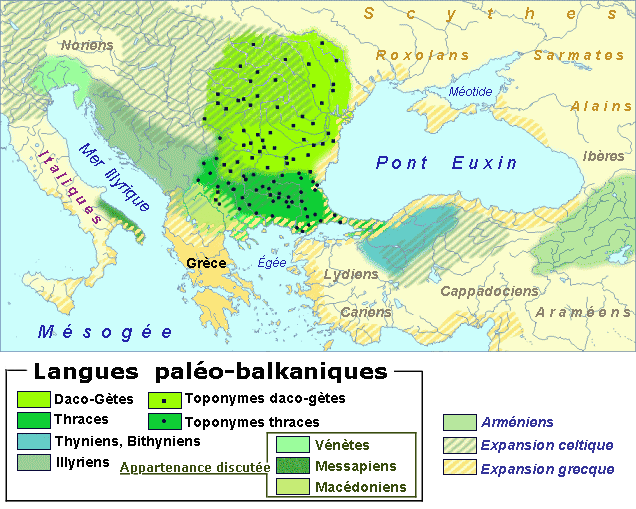
La place des Daces parmi les autres peuples paléo-balkaniques.

Le lexique thrace et géto-dace ancien parvenu jusqu'à nous représente moins d'une centaine de mots ; 250 autres mots roumains à l'origine incertaine sont également considérés comme possiblement daces. Il appartient aux langues indo-européennes et présente des éléments communs avec l'ancien macédonien, l'illyrien, le latin, les langues baltes, le slave, les langues indo-iraniennes, l'arménien et le hittite. On regroupe en langues paléo-balkaniques (aussi appelées « langues thraco-illyriennes ») l'ensemble des parlers à l'est de la plaine de Pannonie, depuis les rivages de la mer Adriatique et de la mer Égée jusqu'au nord des Carpates, au Pont-Euxin et au Tyras, mais il s'agit plus d'un regroupement géographique que linguistique.
Pour l'écriture, on ne dispose que de quelques patronymes ou citations en grec et latin (voire les deux associés en traduction) ; le Codex Rohonczi est apocryphe.

## Cultes
La religion des Daces est fort mal connue : selon Hérodote d'Halicarnasse, leur religion présentait des points communs avec l'orphisme et semble avoir été à base de divinations et d'initiations. Cette religion était polythéiste, le panthéon dace et thrace comprenant une bonne trentaine de divinités :
- Bendis, déesse des forêts, des herbes, des rythmes, et de la lune,
- Cotys ou Cottyto, la déesse-mère de la terre et des moissons,
- Derzis ou Derzelas, dieu de la santé,
- Dabatopienos, dieu de la métallurgie,
- Eitiosaros, de rôle inconnu,
- Gebeleizis ou Gabeleisos, le dieu-père des éclairs du ciel,
- Heros, dieu des morts,
- Sabazius, dieu des vins,
- Orphée, dieu du chant et des charmes,
- Zibelthiurdos, dieu de la mer et de la tempête.

Au Ve siècle avant notre ère, un prophète nommé Zalmoxis, y avait en outre introduit le culte d'une divinité suprême, Gebeleizis, l'idée de l'immortalité de l'âme et un culte à mystères, d'inspiration pythagoricienne, volontiers adopté par les polistes et tarabostes (aristocrates) Daces mais Hérodote tenait ce culte pour une tromperie. Il ajoute que les Daces « ne reconnaissent d'autres dieux que les leurs ». Selon le philosophe Jamblique (333 apr. J.-C.), Zamolxis est considéré chez eux (les Daces) comme « la plus grande de toutes les divinités », mais Jamblique est tardif. D'autres auteurs affirmant qu'il s'agit d'un prince ou d'un roi divinisé (Platon, Strabon, Jordanès). Strabon (58 av. J.-C.) écrit que « le dieu suprême dacique est sans nom, sans qualification » et ajoute que « la pratique propre à Pythagore consistant à ne pas consommer de viande est parvenue chez eux sous la forme d'un commandement donné par Zamolxis ».
Allant largement au-delà de ces sources, les commentateurs ont librement brodé sur le thème d'une religion zalmoxienne monothéiste et initiatique promouvant l'immortalité de l'âme des « élus », les plus prolixes étant Nicolae Densuşianu, « père du protochronisme roumain » avec son ouvrage Dacie préhistorique, et Mircea Eliade, historien des religions. Des auteurs comme Harald Haarmann (linguiste), Doru Todericiu (ingénieur) ou Napoleon Săvescu (médecin) ont abondamment contribué à populariser les thèses protochronistes, selon lesquelles la civilisation dace est la plus ancienne et l'une des plus élevées spirituellement du monde antique, les Latins n'étant qu'une tribu dace installée en Italie, de sorte que, plutôt que de parler de romanisation des Daces, il faudrait, selon eux, parler de « dacisation du monde méditerranéen ».
De même, à partir de monuments comme celui, largement reconstruit, de Sarmizégétuse, les mêmes commentateurs ont imaginé un calendrier solaire et astral sacré très précis, rythmant les travaux agricoles et les fêtes religieuses en lien avec l'astronomie et l'astrologie, ainsi qu'une médecine de type holistique.

## Société
Grâce aux sources grecques et romaines, l'organisation sociale des Daces est mieux connue que leur langue ou leur religion : elle illustre la « trifonctionnalité indo-européenne » définie par Georges Dumézil car les Daces, comme beaucoup d'autres sociétés dans le monde, avaient des prêtres (polistes), des cavaliers aristocrates (tarabostes) parmi lesquels se recrutaient leurs rois, et des paysans-guerriers à pied (comates soit « chevelus »). Les polistes progressent en connaissances par le biais d'initiations successives qui rappellent celles des orphistes et des pythagoriciens. Pour marquer leur appartenance, ils se couvrent la tête d'un bonnet de feutre blanc. Les tarabostes, propriétaires des terres et des troupeaux, ne travaillent pas : leur fonction est de transmettre et d'exercer l'art de la guerre. Ils sont pileati (armés d'un pilum) et forment la classe des cavaliers. Si les ressources diminuent, ils organisent des expéditions de pillage chez les peuples voisins. Pour marquer leur appartenance, ils se couvrent la tête d'un bonnet de feutre rouge (proche du bonnet phrygien). Les comates sont soldats, paysans ou artisans, et portent les cheveux longs (capillati). Ils restent tête nue l'été mais portent un bonnet de laine noire l'hiver. En raison de ces couvre-chefs, les Grecs surnommaient les Daces (mais aussi les Scythes) pilophores soit « porteurs de bonnets ». Tous sont des hommes libres.
Les premiers habitats étaient formés de huttes en bois et en pisé regroupées en villages entourés d'une palissade. Plus tardivement, les Daces construisirent des forteresses aux tours coniques en pierre (toponymes finissant en -dava : Sarcidava, Cumidava, Capidava, Piroboridava, etc.).

## Agriculture et artisanat
Les Daces développèrent à l'âge du bronze une civilisation agricole, d'ailleurs attestée dans la région dès le néolithique, à la fin du 7ème millénaire avant notre ère. Ils connaissant le travail et le commerce de l'or, de l'argent et du sel alimentaire : les mines alors exploitées dans l'actuelle Transylvanie sont restées en exploitation jusqu'à nos jours. Les richesses des Daces étaient constituées d'importantes réserves d'or, de sel et de céréales. Le commerce extérieur était important, au vu du nombre de monnaies étrangères trouvées dans le pays. Ce commerce s'effectuait essentiellement avec la Grèce, puis avec l'Empire romain qui s'y intéressa de plus en plus jusqu'aux guerres daciques de Trajan dont l'objectif fut entre autres le contrôle des mines d'or des Monts Auranéens.
Dès la fin du IIe siècle av. J.-C., les Daces ne se contentent plus d'utiliser les pièces venant des autres pays et commencent à frapper leurs propres pièces d'or, sans doute avec l'aide des colons grecs. La plupart sont des contrefaçons des pièces romaines. D'autres portent des inscriptions en alphabet grec, comme les pièces Koson, ainsi nommées à cause de l'inscription qu'elles portent, et que l'on suppose être le nom d'un chef dace local après l'assassinat de Jules César à Rome et de Burebista en Dacie. Sur une partie des pièces, on voit un consul romain considéré comme l'adversaire avec un « R » et « Koson » en alphabet grec. Sur le revers, on voit un vautour avec les ailes ouvertes, une serre sur un sceptre et, dans l'autre serre, une couronne. 8,41 grammes or, 18 – 21 mm diamètre.

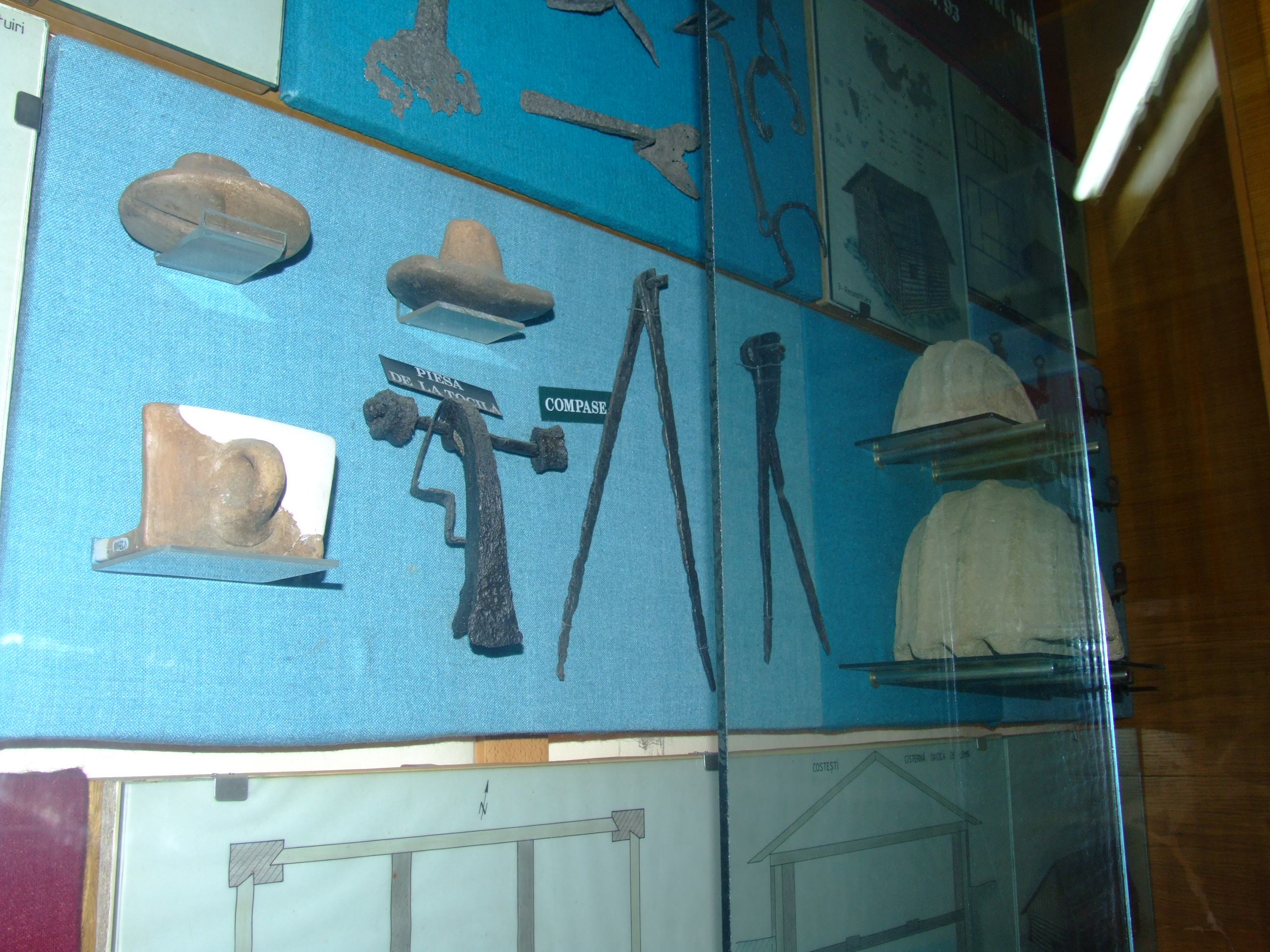
Outils daces au musée d'histoire de Cluj.
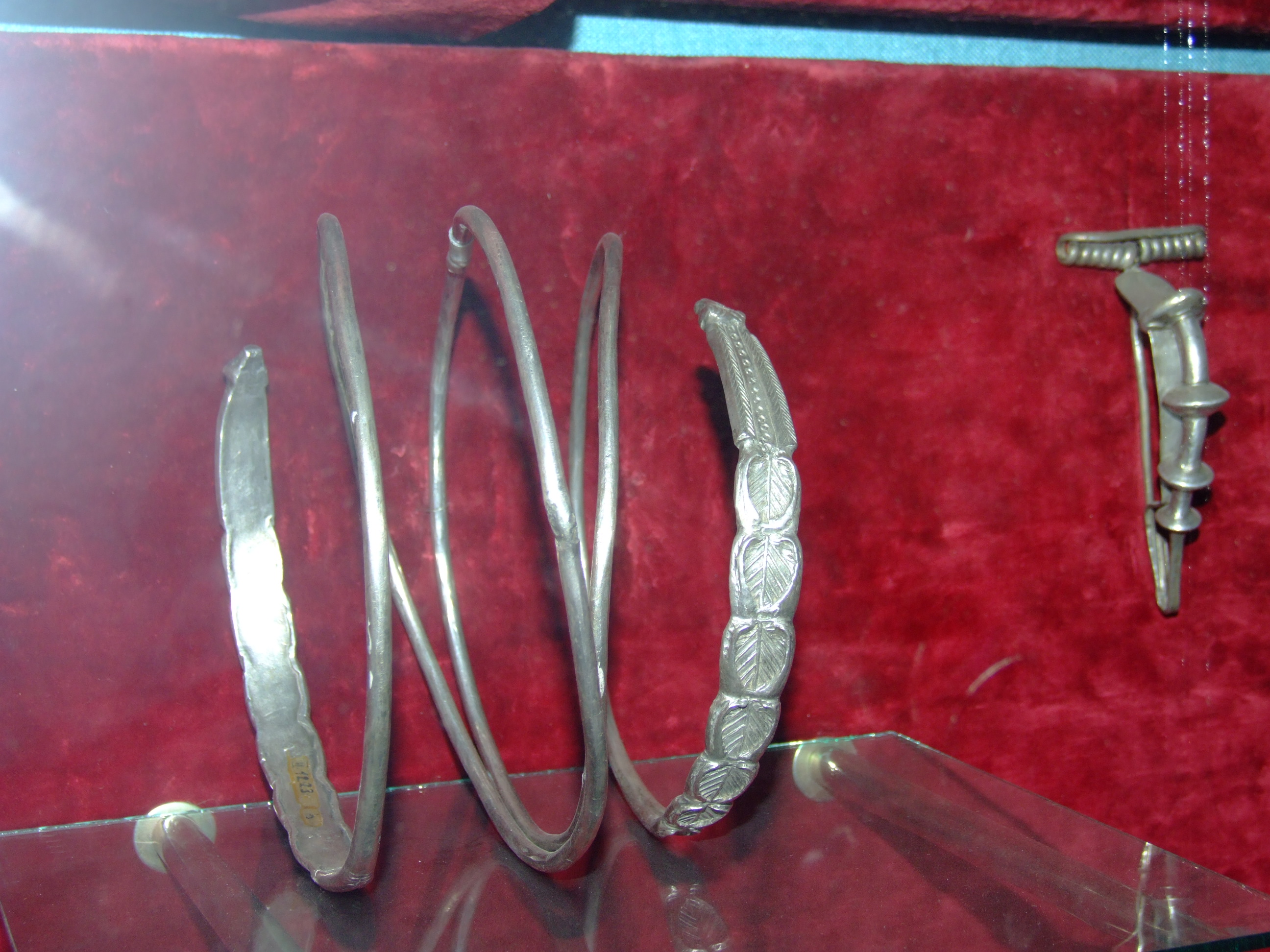
Bracelet dace au musée d'histoire de Cluj.

## Armement, guerre
Les Daces ont une stratégie militaire avec des points de défense séparés des lieux de vie. La construction des points de défense profite au maximum des caractéristiques géographiques de la région. Les structures militaires sont le résultat de l'union des tribus en cas de danger. Elles peuvent se focaliser sur un seul objectif, comme la construction d'un ensemble de défense. Pour la première fois, on peut parler d'une armée dace vers le IVe  ou  IIIe siècle, sous Dromichète, avec toutes les institutions d'un État.
On retrouve deux types d'armes : armes de lutte à distance et armes de lutte au corps à corps. La cavalerie a un rôle de harcèlement, pour essayer d'attirer l'ennemi, lui tendre des pièges, et le mettre en position défavorable. Les Daces n'utilisent pas de techniques massives avec des unités rigides et nombreuses.
Pour les luttes au corps à corps, les Daces préfèrent porter une arme spécifique, la sica, ornée des symboles sacrés (en albanais sika = thika). Cette arme sera utilisée par certains gladiateurs à Rome, appelés thraces par les Romains.

## Musique
Platon, dans le Charmide évoque des mélodies thraces sacrées et on a découvert à Histria un instrument de musique datant du IIIe siècle av. J.-C., formé de trois flûtes de bois : peut-être s'agit-il de la gaitanitsa, du bourdon et du bouffoir d'une gaïta, instrument également évoqué, dans l'une de ses lettres, par Ovide qui n'en aimait pas le son.

## Les Daces et Rome
De nombreux peuples étaient présents à Rome, dont des Daces et Thraces, connus pour être de bons gladiateurs, qui s'entraînaient dans de petites arènes nommées ludus. On connaît quatre dénominations de ces arènes : Dacicus, Gallicus, Magnus, Matutinus. Parmi ces gladiateurs, une inscription de l'an 70 avant notre ère évoque un Lucius Avilius Dacus[réf. nécessaire].
Plus tard, lorsque la Dacie devient province romaine, des Daces entrèrent dans la garde impériale — les prétoriens et la garde à cheval — equites singulares. Les inscriptions des funéraires de ces soldats indiquent leurs lieux d'origine, tels Aurelius Valerius Drubeta, Antonius Bassinass Zermizegetusa, Titus Lempronius Augustus Apulum. Sur un total de 120 noms daces, quinze sont originaires de Sarmizégétuse. Parmi ceux-ci, Claudianus, centurion de la VIe cohorte. Mais aussi Iulius Secondinus, natione Dacus, prétorien appelé de nouveau au service, ayant atteint l'âge de 85 ans dans des conditions où à cette époque on dépasse rarement l'âge de cinquante ans.
Une autre inscription, découverte le long de la Via Flaminia, est dédiée à la mémoire de la reine Zia, veuve du roi Dieporos des Costoboces, élevée par ses petits-enfants Natoporus et Driglisa[réf. nécessaire].

### La conquête de la Dacie par l'Empire romain
Les états daces ont toujours été très indépendantes, chacune menant sa propre politique, même s'il est arrivé que certains rois, tels Burebista ou Décébale, parviennent à en fédérer la plupart (le premier finissant assassiné, le second contraint au suicide). Sous Domitien comme sous Trajan dont les règnes sont concomitants à celui de Décébale, ils ont attaqué l'Empire romain (Décébale obtenant de Domitien le versement d'un tribut) mais ceux vivant le long du Danube et commerçant intensément avec les Romains ont toujours préféré s'allier à ces derniers. C'est ce qui permit à l'architecte Apollodore de Damas de construire pour Trajan, en toute sécurité, un pont sur le Danube, élément-clé de la conquête romaine commencée en 101 et achevée en 106, conclue par la prise du trésor de Décébale, le suicide de ce dernier, et l'intégration de la Dacie à l'Empire romain, qui exploita dès lors, durant 165 ans, les mines d'or, d'argent et de sel de cette nouvelle province.

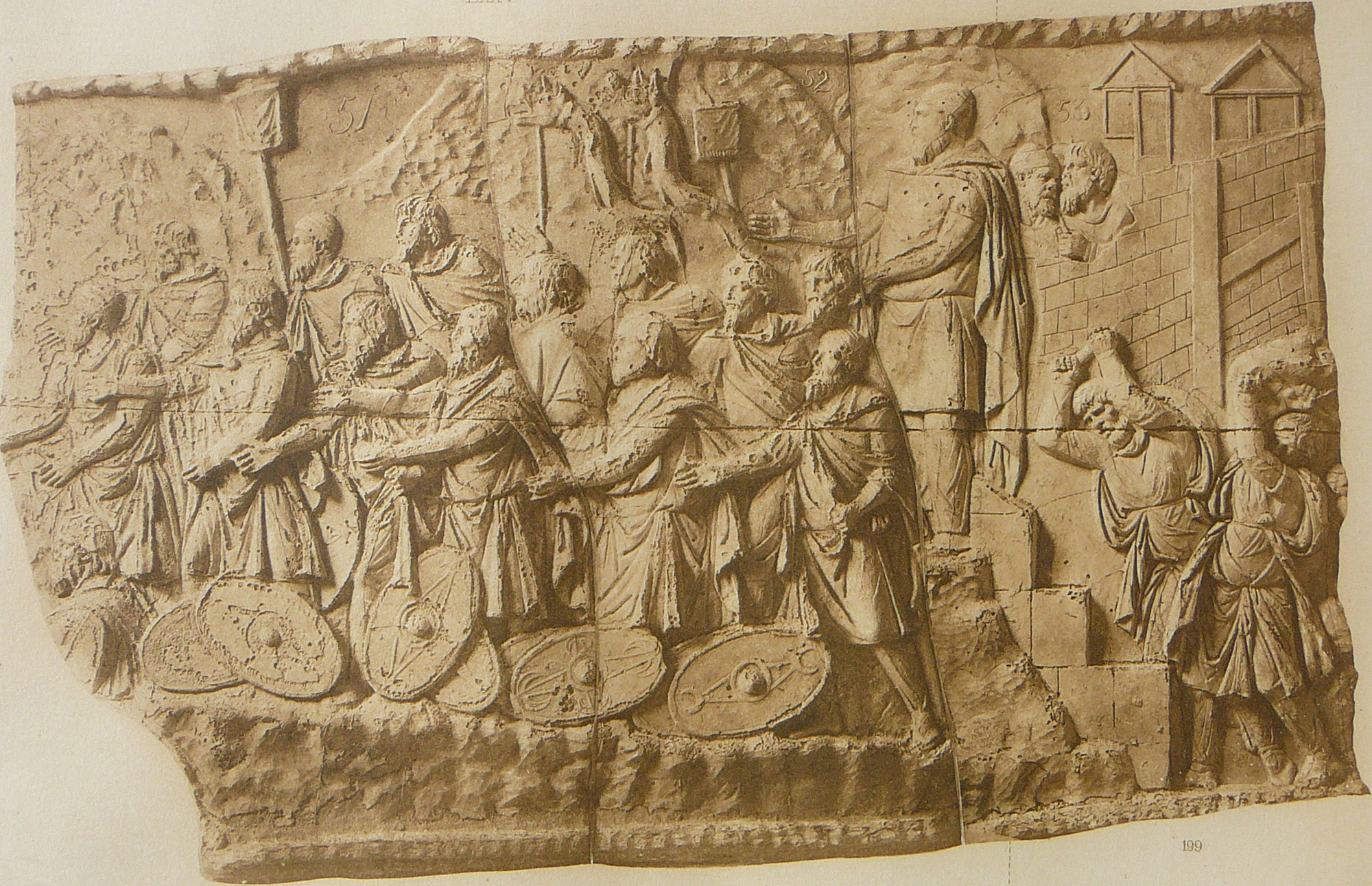
Colonne trajane : subjugation des Daces (scène LXXV) départ de la population autochtone (scène LXXVI).
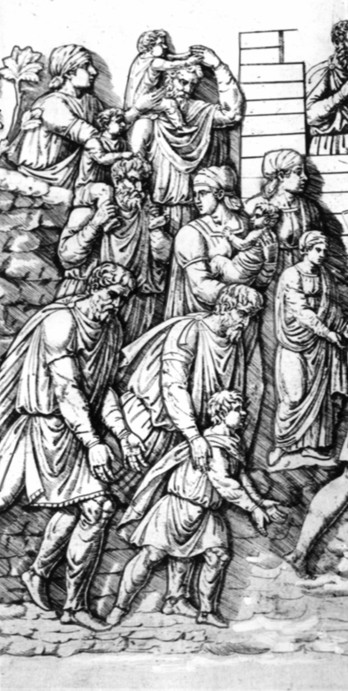
Gravure de la colonne Trajane représentant une scène de la guerre des Daces : la retraite des Daces.
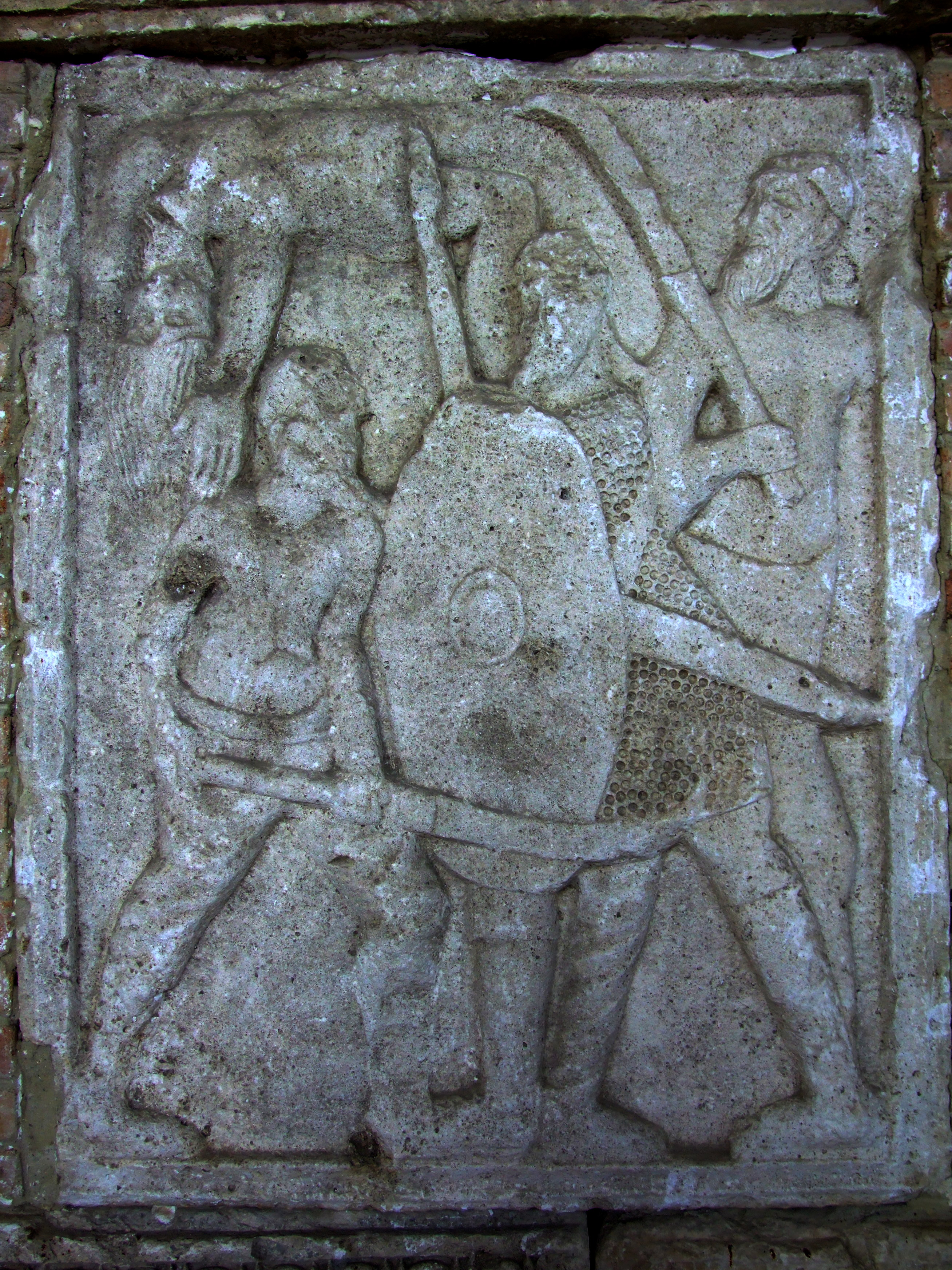
Monument romain commémorant la bataille d'Adamclisi ; il montre deux guerriers daces brandissant un falx à deux mains.